# 上原貞雄
上原貞雄（うえはら さだお、1930年-1999年)は、日本の教育行政学者。広島大学名誉教授。

## 略歴
香川県生まれ。1953年広島大学教育学部卒、1960年同大学院教育行政学博士課程修了、広島大学助手、1965年広島文化女子短期大学助教授、1968年「アメリカ教育行政の研究 セントラライゼイションを中心に」で広島大学教育学博士、1969年茨城大学教育学部助教授、広島大学教育学部教授、1995年定年退官、名誉教授となり、岐阜聖徳学園大学教授を務めた。

## 著書
- 『アメリカ教育行政の研究 その中央集権化の傾向』東海大学出版会 1971
- 『アメリカ合衆国州憲法の教育規定』風間書房 1981
- 『戦前日本におけるシュタイン思想の受容動向 特にその教育行政思想に注目して』風間書房 1994

### 共編
- 『教育行政・教育政策の歴史的研究』名和弘彦ほか共編 ぎょうせい中国支社 1990
- 『教育行政学』教職科学講座（編 福村出版 1991
- 『教育法規要解』編 福村出版 1992
- 『現代アメリカ教育行政の研究』共編 渓水社 1992
- 『教育原論』教職科学講座 三好信浩共編 福村出版 1992
- 『現代教育行政学研究』編著. 渓水社 1994

## 論文
- <上原貞雄